# Вітри схилів

Схема вітрів схилів.

Вітри схилів — вітри, що характеризуються денним підйомом або нічним опусканням повітря по  гірських схилах; одна з причин виникнення  гірськодолинних вітрів.

## Опис
Вдень схили гір нагріті сильніше повітря, тому повітря в безпосередній близькості до схилу нагрівається сильніше, ніж повітря, розташоване далі від схилу, і в атмосфері встановлюється горизонтальний градієнт температури, спрямований від схилу у вільну  атмосферу. Більш тепле повітря біля схилу починає підніматися по схилу вгору, як при конвекції у вільній атмосфері. Такий об'єм повітря по схилах призводить до посиленого утворення на них хмар. Вночі, при охолодженні схилів, умови змінюються на зворотні і повітря стікає по схилах вниз.